# Джонсон, Кларенс

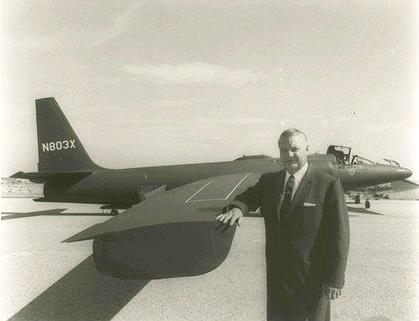
K. Джонсон рядом с ранним вариантом самолета U-2.

Кла́ренс Ле́онард «Ке́лли» Джо́нсон (англ. Clarence Leonard «Kelly» Johnson; 27 февраля 1910 — 21 декабря 1990) — американский авиаконструктор. В течение сорока с лишним лет руководил «Skunk Works» — исследовательским подразделением компании «Lockheed», где заслужил репутацию «организационного гения». Джонсон принимал непосредственное участие в разработке более 40 самолетов, на счету которых до сих пор остаются мировые рекорды в авиации. Он по праву считается одним из талантливейших авиаконструкторов XX века. Холл Хиббард, руководитель Джонсона в «Lockheed», однажды сказал о нём Бену Ричу: «Этот чертов швед буквально видит воздух».

## Ранние годы
Кларенс Леонард Джонсон родился в отдаленном шахтерском городке Ишпеминг в штате Мичиган в семье шведов-иммигрантов. В средней школе из-за его необычного имени он стал объектом насмешек. Однажды на перекличке в классе одноклассник назвал Джонсона «Клара». Джонсон набросился на обидчика и ударил его так сильно, что сломал ему ногу. После столь решительного отпора одноклассники пересмотрели своё отношение и стали называть Джонсона более нейтрально — «Келли». Именно под этим прозвищем Кларенс Джонсон вошёл в историю самолетостроения.
После окончания школы Кларенс Джонсон поступил в Университет штата Мичиган в г. Энн Арбор, который в то время активно сотрудничал с корпорацией «Lockheed». С этого времени начинается долгая совместная история «Lockheed» и Келли Джонсона.

## Карьера в «Lockheed»
Будучи студентом, Джонсон проводил испытания макета двухмоторного самолета «Lockheed L-10 Electra» в университетской аэродинамической трубе и отметил недостаточную курсовую устойчивость модели. Для устранения этого недостатка Джонсон предложил использовать Н-образное хвостовое оперение. Его предложение было принято, а «L-10» стал весьма успешным проектом. Это привлекло к студенту внимание руководителей «Lockheed» и в 1933 году, после получения диплома, он был принят на должность инженера-инструментальщика. Сменив целый ряд должностей, в 1938 году Джонсон стал ведущим инженером-исследователем.
В 1937 году, предчувствуя скорую войну, министерство обороны США опубликовало список требований к новому высотному скоростному истребителю-перехватчику, способному противостоять самолетам «Messerschmitt». Группа инженеров на заводе «Lockheed» в г. Бербанк, возглавляемая Холлом Хиббардом и Кларенсом Джонсоном, принялась за разработку самолета, соответствующего представленным требованиям. Первый прототип, названный «Lockheed Model 22», был закончен в декабре 1938 года и совершил свой первый полет 27 января 1939 года. Этот самолет, впоследствии известный как «P-38 Lightning», стал одним из наиболее удачных истребителей ВВС США.
Весной 1943 года командование ВВС США, обеспокоенное растущей угрозой, исходящей от германских реактивных истребителей, обратилось к компании «Lockheed» с предложением о разработке собственного реактивного истребителя на базе самого мощного из доступных союзникам двигателя — британского «Goblin». Учитывая то, что Германия явно опережала США в этой области, ВВС требовали результатов в кратчайшие сроки. Спустя месяц после первой встречи Джонсон представил ВВС США первоначальный проект самолета «XP-80». Через два дня после представления руководство «Lockheed» разрешило ему продолжить работу над проектом. Группа из 28 инженеров под руководством Джонсона приступила к работе 26 июня 1943 года. Впоследствии эта группа составила ядро отдела перспективных разработок «Lockheed», известного как «Skunk Works». Первый прототип самолета (без двигателя) был доставлен на аэродром ВВС США Марок (сейчас — база ВВС США «Эдвардс») с опережением графика, через 143 дня.
В 1952 году Кларенс Джонсон был назначен главным инженером завода «Lockheed» в Бербанке, а в 1956 году — вице-президентом по исследовательской деятельности.
В 1955 году, по заданию ЦРУ, Джонсон руководил строительством испытательного комплекса на озере Грум, известного как «Зона 51». Этот комплекс впоследствии использовался для испытания многих самолетов, разработанных Джонсоном.

## «Skunk Works»
В 1958 году Джонсон стал вице-президентом «Lockheed» по перспективным разработкам. Тогда отдел перспективных разработок занимал здание неподалёку от завода по производству пластмасс. Неприятный запах оттуда был настолько сильным, что сотрудники окрестили свой отдел «Skonk Works» — в честь ужасно воняющего завода из популярного в то время комикса «L’il Abner». С легкой руки инженера Ирвинга Калвера название вышло за пределы компании и быстро распространилось за её пределами. Тогда руководители «Lockheed» решили изменить название отдела на «Skunk Works», чтобы избежать возможных проблем с авторскими правами.
Кларенс Джонсон возглавлял «Skunk Works» до 1975 года.

## Четырнадцать правил
Стиль руководства Кларенса Джонсона полностью характеризовался девизом «Skunk Works» — «быстро, тихо, вовремя». Джонсон сформулировал 14 правил управления:
1. Руководитель «Skunk Works» должен иметь практически полный контроль над своим проектом. О ходе проекта он должен отчитываться как минимум вице-президенту компании.
2. Небольшие, но сильные проектные группы должны быть созданы как заказчиком, так и подрядчиком.
3. Количество людей, так или иначе связанных с проектом, должно ограничиваться самым решительным образом. Используйте небольшие группы квалифицированных специалистов.
4. Требования к оформлению чертежей должны быть максимально упрощены, чтобы упростить внесение изменений в проект.
5. Количество отчетов следует свести к минимуму, однако все важные работы должны тщательно фиксироваться.
6. Следует ввести ежемесячную отчетность как о использованных средствах и достигнутых целях, так и о планируемых затратах на завершение программы. Не подавайте отчеты с трехмесячным опозданием и не ошарашивайте заказчика внезапными перерасходами.
7. Подрядчик должен иметь бо́льшую свободу и нести бо́льшую ответственность за привлечение сторонних организаций и субподрядчиков. Предложения коммерческих организаций зачастую гораздо более выгодны, нежели государственных.
8. Система контроля, в настоящее время использующаяся в «Skunk Works», была одобрена Армией и Флотом США, соответствует всем требованиям и должна использоваться при разработке новых проектов. Делегируйте бо́льшую часть первичного контроля субподрядчикам и производителям. Не дублируйте контроль без необходимости.
9. Подрядчику должна быть предоставлена возможность провести летные испытания продукта. Подрядчик может и должен проводить такие испытания. В противном случае он быстро теряет компетенцию в разработке подобных проектов.
10. Спецификации на оборудование должны быть согласованы заранее. Таким образом, обычная практика «Skunk Works», при которой в спецификации четко указывается, какие именно пункты технического задания не будут соблюдены и почему, является предпочтительной.
11. Финансирование программы должно быть своевременным. Подрядчик не должен финансировать государственные проекты за свой счет.
12. Отношения между заказчиком и подрядчиком должны строиться на взаимном доверии, тесном сотрудничестве и ежедневном обмене информацией. Это уменьшает объёмы корреспонденции и риск недоразумений до минимума.
13. Доступ посторонних к проекту и его участникам должен быть строго регламентирован соответствующими мерами безопасности.
14. Так как непосредственно в проектировании занята очень небольшая часть участников проекта и значительно большая часть занимается другими работами, должна быть предусмотрена система оплаты труда и премирования, при которой сумма оплаты труда конкретного сотрудника не будет зависеть от количества его подчиненных.